# Rat za španjolsku baštinu
Rat za španjolsku baštinu ili Rat za španjolsko nasljeđe (1701. – 1714.) je bio sukob velikih razmjera koji je izbio u Europi nakon smrti posljednjeg španjolskog kralja iz dinastije Habsburg, Karla II. Karlo II. je za svog nasljednika odredio Filipa, vojvodu od Anjoua (unuka francuskog kralja Luja XIV.) koji je na kraju i postao Filip V. od Španjolske. Ratni sukob se sporo razvijao a glavni uzrok je bila želja Leopolda I Habsburškog zaštititi prava svoje dinastije na španjolsko prijestolje. Kako je Lujeva ekspanzionistička politika postajala sve agresivnija i druge europske države (prije svega Engleska i Ujedinjene provincije Nizozemske) stale su na austrijsku stranu da bi spriječile pretjerano jačanje Francuske. Druge države priključivale su se koaliciji protiv Francuske i Španjolske da bi dobile nove teritorije ili zaštitile postojeće posjede. Tijekom ovog rata oko 400.000 ljudi je izgubilo život. Rat nije vođen samo u Europi već i u Sjevernoj Americi gdje je bio poznat kao Rat kraljice Ane. U ratu su sudjelovali i španjolski gusari s obala oko Kariba (Florida, Meksiko, Centralna Amerika i sjeverna obala Južne Amerike).
Rat je trajao preko deset godina, i obilježile su ga vojskovođe poput vojvoda od Villarsa i vojvode od Berwicka na francuskoj strani, vojvoda od Marlborougha na engleskoj strani i princ Eugen Savojski na austrijskoj strani. Rat je završen sporazumima u Utrechtu (1713.) i Rastattu (1714.). Rezultat ovog rata je bio dolazak dinastije Bourbona na španjolsko prijestolje u liku Filipa V, koji se međutim, odrekao prava nasljedstva francuske krune kako bi se izbjegla mogućnost ujedinjenja Francuske i Španjolske. Austrija je dobila najveći dio španjolskih teritorija u Italiji i Nizozemskoj. Posljedica je bila kraj francuske hegemonije na europskom kopnu a ideja o ravnoteži sila je postala osnova međunarodnog poretka sporazumom u Utrechtu.

## Pozadina sukoba
Karlo II. od Španjolske, sin Filipa IV. od Španjolske nije imao djece ni braće a već je bio u poznim godinama pa se postavljalo pitanje tko će naslijediti njegove posjede koji su se prostirali od Filipina, preko Italije i Sicilije do Sjeverne i Južne Amerike.
Pravo na španjolsko prijestolje su polagale dvije kraljevske dinastije: francuski Bourboni i austrijski Habsburzi.
Najdirektniji i najlegitimniji nasljednik je bio Luj Dauphin, jedini zakonski sin francuskog kralja Luja XIV. i španjolske princeze, Marije Tereze, najstarije kćeri španjolskog kralja Filipa IV. i polusestre Karla II. Također, Luj XIV. je bio bliski rođak svoje žene, Marije Tereze i Karla II., jer je njegova majka,   princeza Ana od Austrije, bila sestra Filipa IV. Dauphin je bio viđen kao nezgodan izbor jer bi tako naslijedio i francusko i španjolsko prijestolje i posjede, te bi imao kontrolu nad ogromnim carstvom koje bi zaprijetilo ravnoteži sila u Europi.
S druge strane, Leopold I. Habsburški, car Svetog rimskog carstva, također je imao nasljedna prava. Bio je sin Marije Ane, mlađe sestre Filipa IV, a 1666. se oženio Margaretom Terezom, mlađom kćeri Filipa IV a nijedna od njih se nije odrekla svojih nasljednih prava. Nadalje, Filip IV je svojom oporukom ostavio svoje prijestolje Habsburgovcima. Ovaj kandidat također je predstavljao opasnost po ravnotežu sila u Europi, s obzirom na to da bi s njim na španjolskom prijestolju došlo do ponovnog ujedinjenja moćnog španjolsko-austrijskog carstva iz 16. stoljeća.
Godine 1668., samo tri godine nakon stupanja Karla II. na španjolsko prijestolje, Leopold, koji tada nije imao djece, sklopio je sporazum o podjeli Španjolske između Bourbona i Habsburgovaca unatoč oporuci Filipa IV kojim je cjelopkupno španjolsko naslijeđe bilo ostavljeno upravo njemu. Međutim, kada je 1689. godine William III od Engleske zatražio od Leopolda pomoć u Ratu velikog saveza protiv Francuske, promijenio je mišljenje i polagao je pravo na prijestolje nepodijeljenog španjolskog carstva.
Postojao je još jedan kandidat na španjolsko prijestolje – knez-izbornik, Joseph Ferdinand od Bavarske, koji je rođen 1692. Joseph je bio Leopoldov unuk, sin Leopoldove kćeri Marije Antonije, tako da nije pripadao liniji Habsburgovaca nego dinastiji Wittelsbach. Njegova majka, Marija Antonija, bila je Leopoldova kći iz braka s kćeri Filipa IV od Španjolske, Margaretom Terezom. Kako Joseph nije bio ni Bourbon ni Habsburg, tako da su šanse za spajanje Španjolske bilo s Francuskom ili s Austrijom bile prilično male. Iako su i Leopold i Luj bili spremni braniti interese svojih nasljednika, bavarski princ je i dalje bio najbezazleniji kandidat, te su ga zbog toga podržale Engleska i Nizozemska. Osim toga, Joseph Ferdinand bi bio zakonski nasljednik španjolskog prijestolja prema volji Filipa IV.

## Pregovori
U želji da sačuva ravnotežu na kontinentu, engleski kralj, William III je predložio Luju da se Španjolska, zapadnoindijski otoci, Sardinija i španjolska Nizozemska prepuste Josephu Ferdinandu, izbornom knezu Bavarske a da francuski Dauphin dobije dvije toskanske luke i Kraljevstvo Sicilije i Napuljsko Kraljevstvo, dok bi nadbiskupa Carla umirili Milanskim vojvodstvom. Luj je ovaj prijedlog prihvatio potpisavši s Williamom ugovor 11. listopada 1698. godine dok je Leopold ovaj sporazum energično odbacio.
Kako bi spriječio komadanje carstva Karlo je 14. studenog 1698. načinio oporuku kojom je izbornog kneza Bavarske proglasio za jedinog nasljednika ali je knez umro 5. veljače 1699.
Luj je ponudio novi sporazum. Po ovom sporazumu Dauphin bi dobio dvije toskanske luke, Kraljevinu dviju Sicilija i Lorensko vojvodstvo, dok bi vojvodi od Lorene na ime naknade bilo dano Milansko Vojvodstvo. Karlo je odbio svaku podjelu Španjolske a Leopold je podržao njegov stav nadajući se da će sve pripasti njegovom sinu.
Španjolski kralj je kao vatreni katolik zatražio savjet od pape. Papa Inocent XII. je 27. rujna 1700. odgovorio da bi najbolje najbolje bilo podariti španjolsko carstvo nekom princu iz obitelji Bourbona koji bi se pritom odrekao svih prava na francusko prijestolje. Francuska diplomacija pokazala se vještijom od austrijske i u Rimu i u Madridu. Engleski veleposlanik u Madridu izvijestio je da je opća naklonost u Španjolskoj na strani Francuza. Prvog listopada Karlo je potpisao oporuku kojim je sve teritorije ostavljao Filipu, vojvodi od Anjoua, drugom Dauphinovom sinu pod uvjetom da ako Filip naslijedi francusku krunu, španjolski prijestolje onda pripadne njegovom bratu, vojvodi od Barryja.

## Rane borbe (1701. – 1703.)
U međuvremenu je Marlboro zapovijedajući združenim engleskim, nizozemskim i njemačkim snagama u Nizozemskoj zauzeo nekoliko važnih utvrđenja od kojih je najznačajniji Liege. Na Rajni je jedna carska vojska pod zapovjedništvom Ludwiga Badenskog u rujnu zauzela Landau, ali je otvorena opasnost po Elzas došla ulaskom bavarskog kneza izbornika u rat na francuksoj strani. Ludwig Wilhelm Badenski je bio primoran povući se preko Rajne gdje je poražen od strane francuskih trupa pod zapovjedništvom Villarsa kod Fridlingena. Engleski admiral sir George Rooke je izvojevao važnu pobjedu u zaljevu Vigo gdje je uništen najveći dio španjolske flote za prijevoz dragocjenosti i zaplijenjene su tone srebra.
Iduće godine, iako je Marlborough zauzeo Bonn i primorao kneza-izbornika Kölna na odlazak u egzil ipak nisu uspjeli njegovi pokušaji osvjajanja Antwerpena, a i Francuzi su se uspješno borili u Njemačkoj. Kombinirana francusko-bavarska armija kojom su zapovijedali Villars i Maksimilijan II Emanuel je potukla carske vojske kojima su zapovijedali Ludwig Badenski i Herman Stirum, ali izbornikov strah je spriječio marš na Beč što je dovelo do Villarsove ostavke. I bez Villarsa nastavljeni su francuski uspjesi na jugu Njemačke pa su francuski vojskovođe planirali da naredne godine zauzmu austrijsku prijestolnicu. Do kraja 1703. Portugal i Savoja su prešli na stranu francuskih protivnika, što je bio težak udarac za Francusku. Englezi su s druge strane promijenili mišljenje i uskratili podršku Dauphin Filipu. Smatrali su da nadvojvoda Karlo može bolje zaštititi njihove trgovačke interese.

## Vrhunac borbi (1704. – 1709.)
Luj je naredio svojim snagama da prođu kroz Bavarsku i napadnu carsku prijestolnicu, Beč. Pošto su glavne careve snage, zbog pobune, bile angažirane u Ugarskoj prijestolnica je bila gotovo bez obrane. Vilroa je trebalo da veže Marlboroove snage za Nizozemsku dok su francuske snage pod zapovjedništvom Marsena i Talara zajedno s bavarskom vojskom prodirale u Austriju.
Marlboro je, uz Hajnsijusov pristanak krenuo ka Dunavu. Marsena, Talar i bavarski izbornik imali su ukupno 35.000 pješaka i 18.000 konjanika raspoređenih između Lucingena i Blenhajma na lijevoj obali Dunava.
Dana 13. kolovoza Marlboro i Eugen su s 33.000 pješaka i 29.000 konjanika potukli Frrancuze. U Blenhajmu je zarobljen i sam Talar. Bilo je 14.000 mrtvih na francusko-bavarskoj i 12 000 na savezničkoj strani. Godine 1705. novi car u Beču postao je Joseph I. Taj poraz je natjerao Bavarsku da izađe iz rata.
Jedna anglo-nizozemska eskadra je 4. kolovoza 1704. osvojila Gibraltar a Englezi su osvojili i Barcelonu 9. listopada 1706. godine odakle su pružali podršku Karlu VI, austrijskom nadvojvodi.
Vilroa je poražen u Nizozemskoj a Eugen Savojski je otjerao Francuze iz Torina 1706. i iz čitave Italije 1707. godine. Prema Milanskom sporazumu vojvodstva Milana i Mantove pripala su Austriji. Luj je 1706. saveznicima ponudio mir. Nizozemci su bili spremni na pregovore ali su car i Englezi odbili.
Situacija je postajala sve teža i u samoj Francuskoj. Uvođeni su mnogobrojni porezi a stanovništvo je zapalo u krajnju bijedu. Čak su uvedeni porezi na krštenja i vjenčanja ali je stanovništvo ove obrede vršilo bez svećenika iako je takvo potomstvo bilo nezakonito.
U kolovozu 1707. Viktor Amadeus II pridružio se Eugenu Savojskom i engleskoj mornarici u opsadi Toulona. Francuska vojska je odbila napadače ali je opustošen veliki dio Provanse. Godine 1708. kralj je okupio vojsku od 80.000 ljudi. Ovom vojskom zapovijedao je Vendôme. Eugen i Marlboro, također s 80.000 vojnika sukobili su se s njim kod Audenardea na rijeci Seldom 11. srpnja 1708. godine. Francuzi su potučeni. Opsjednut je Lilles koji je osvojen ali po cijenu od 15.000 života.
Francuska nije samo trpjela na bojnom polju. Zima 9/1708. bila je nasurovija zapamćena, dva mjeseca su rijeke bila zaleđene pa čak se i more ledilo duž obala.
Luj je 22. svibnja 1709. poslao markiza od Torcyja da zatraži mir. Saveznici su Francuskoj ponudili neprihvatljive uvjete: da ako Filip ne napusti Španjolsku za dva mjeseca francuska vojska pomogne njegovo izbacivanje. Francuski kralj nije mogao prihvatiti ovakve uvjete: "Ako se moram i dalje boriti bit će to s mojim neprijateljima a ne protiv moje djece."
Podignuta je vojska od 90.000 ljudi kojom je zapovijedao maršal Villars. On se sukobio s Marlboroom u bitci kod Malplaka. U ovoj bitci Marlboro je izgubio 22.000 ljudi a Francuzi 12.000.
U ožujku 1710. Luj je ponovno zatražio mir ali su i ovoga puta saveznički zahtjevi bili preteški.

## Završne borbe (1710. – 1714.)
Godine 1710. saveznici su pokrenuli novu ofanzivu u Španjolskoj ali nisu postigli nikakav uspjeh. Jedna vojska pod zapovjedništvom Jamesa Stanhopea je stigla do Madrida zajedno s nadvojvoda Karlom ali je bila prinuđena kapitulirati kod Brihuege kada je stigla pomoćna vojska iz Francuske. U međuvremenu je koalicija počela slabiti. Marlboroughov politički utjecaj je opao, nakon što je prestalo prijateljstvo između njegove žene i kraljice Ane. Kraljica je otpustila nadvojvotkinju od Marlboroa s njenih dužnosti i otjerala je s dvora. Također je došlo i do smjene među ministrima: ratoborne vigovce su zamijenili miroljubivi torijevci.
Osmog kolovoza kraljica je otpustila Godolfina, Marlboroughovu desnu ruku. Engleska politika okrenula se ka traženju mira. Siječnja 1711. engleska vlada je tajno poslala u Pariz francuskog svećenika opata Gaultiera. Gotje se sastao s Torcyjem u Versaillesu i upitao ga: "želite li vi mir? Dolazim s prijedlogom kako da ga zaključite mimo Nizozemaca." Joseph I. je umro 17. travnja 1711. u tridesetdrugoj godini a nadvojvoda Karlo, njegov brat, postao je novi car. Engleska je shvatila da bi eventualna pobjeda Habsburga bila opasnija nego pobjeda Francuske.
Engleska vlada je sada ponudila mnogo povoljnije uvjete. Ponudila je priznavanje Filipa V za kralja Španjolske i španjolskih posjeda u Americi pod relativno blagim uvjetima: garancije da neće doći do ujedinjenja francuske i španjolske krune, granične tvrđave koje će štititi Ujedinjene provincije i Njemačku od svakog budućeg francuskog napada, vraćanje svega što je Francuska do sada osvojila, priznavanje protestantizma u Engleskoj, demontiranje luke Dunkirk, protjerivanje Jakova II iz Francuske, potvrda Gibraltara, Newfoundlanda i Hadsonovog zaljeva kao engleskih posjeda i prebacivanje na Englesku prava Francuske na prodaju robova španjolskim posjedima.
Uz manje izmjene Luj je pristao a i Nizozemska je bila spremna prihvatiti ove uvjete kao osnovu za pregovore. Napravljeni su planovi za mirovni kongres u Utrechtu. Marlborough je otpušten 31. prosinca 1711. a zamijenio ga je James Butler, drugi vojvoda od Ormondea s nalogom da ne pokreće nikakvu akciju dok ne primi daljnja upustva.
Eugen Savojski smatrao je da je otpočinjanje pregovora izdaja savezničkih obveza i nastavio je borbe. Ormonde je 16. srpnja dobio naređenje da se povuče u Dunkirk jer su Engleska i Francuska potpisale primirje.
Eugen je pod komandom imao 130.000 ljudi a Villars 90.000. Dana 24. srpnja Villars je iznenada napao i razbio odred od 12.000 Nizozemaca kod denen pa se Eugen povukao preko rijeke Selt. Villars osvaja Le Keno, bušene i Due. Ove, jedine pobjede na sjevernom frontu zajedno s uspjesima Vandoma u Španjolskoj dale su nove argumente francuskim pregovaračima u Utrechtu.
Nakon 11 mjeseci protokola 11. travnja 1713. potpisan je Mir u Utrechtu. Britanija je dobila sve što joj je obećano u preliminarnim pregovorima. Nizozemci su Francuskoj vratili Lille, Er i Betin. Nica je vraćena vojvodi od Savoje. Eugen je najzad pristao sastati se Villarsom kako bi razradili mirovne uvjete.
Sporazum u rastati sklopljen je 6. ožujka 1714. godine. Po njemu je Francuska zadržala Alzas i Strasbourg ali je carstvu vratila sve teritorije koje je Francuska zauzela na desnoj obali Rajne ai priznala je austrijsku vlast nad na nekada španjolskim posjedima u Belgiji i Italiji.
Ovim mirovnim ugovorima određene su granice u Zapadnoj Europi i uspostavljena je ravnoteža između Habsburga i Bourbona.

## Posljedice rata
Austrija je dobila rat na europskom kopnu a Engleska na svim drugim poljima. Austrija je s novim posjedima postala najjača sila Europe dok je Engleska gospodarila trgovačkim putevima. Pored Gibraltara, Port Mahon i Menorke, kontrolirala je i zapadno Sredozemlje.
Gubitnici su bili Francuska i Nizozemska. Ujedinjene provincije su dobile nove posjede na kontinentu ali im je pomorski prestiž uzdrman. Francuska je sačuvala Bourbona na španjolskom tronu ali je to visoko platila: izgubila je pomorsku moć i privremeno doživjela kolaps privrede.
Dugoročno promatrano glavna posljedica rata je bilo jačanje nacionalizma. Nacije su pamtile gubitke: Njemačka dvostruko pustošenje Palatinata, Španjolska gubitak Gibraltara, Francuska velike vojne žrtve. Čekao se trenutak za osvetu. Ali, kao i poslije svekoga velikog rata javljali su se glasovi pacifizma. Charles Kastel, opat iz San Pjera, objavio je Projet ... pour reudre la paix perpetuelle (1713) plan za očuvanje uspostavljenog mira gdje predlaže udruživanje europskih nacija u ligu sa Stalin kongresom predstavnika i senatom za arbitražu, združenim vojnim snagama za smirivanje buntovnih država i drastično smanjenje nacionalnih oružanih snaga kao i zajedničku europsku monetu.